# 155. vestlige længdekreds
Den 155. vestlige længdekreds (eller 155 grader vestlig længde) er en længdekreds, der ligger 155 grader vest for nulmeridianen. Den løber gennem Ishavet, Nordamerika, Stillehavet, det Sydlige Ishav og Antarktis.